# Pendeltåg (Göteborg)

Karte

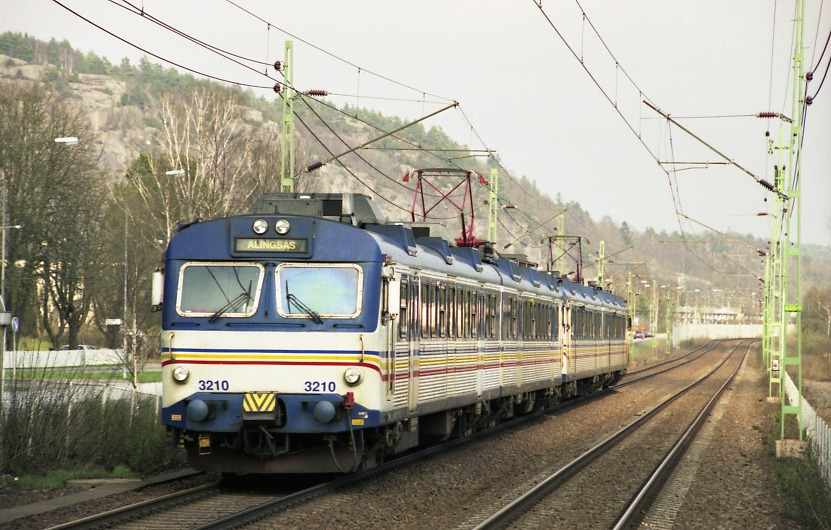
X11-Zug bei Partille in den Farben der GL, April 2004.

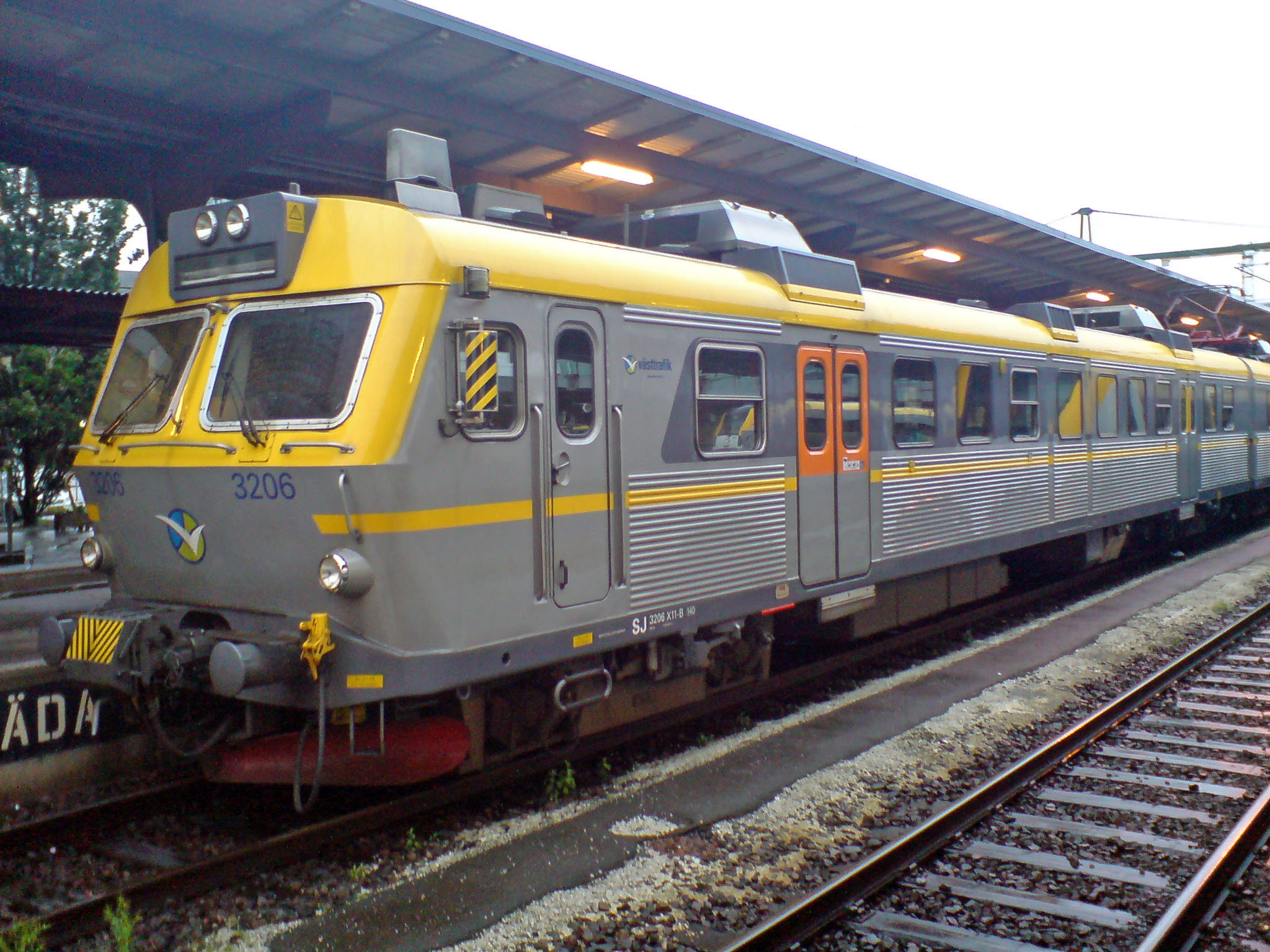
X11-Zug im Hauptbahnhof Göteborg in den aktuellen Farben, 2007.

Göteborgs pendeltåg ist ein Vorortzugsystem in Göteborg in Schweden. Die Züge verkehren auf drei Linien, von Kopfbahnhof Göteborg C in Richtung Kungsbacka, Alingsås und Älvängen. Die Strecken verlaufen zum größten Teil in der Provinz Västra Götalands län; die Endstation Kungsbacka liegt in der Nachbarprovinz Hallands län. Insgesamt gibt es nach dem Ausbau nach Älvängen 25 Stationen im Streckennetz.
Am Tag fahren die Züge in Richtung Kungsbacka zeitweise jede Viertelstunde und abends jede Stunde. In Richtung Alingsås verkehren die Züge tagsüber zwei bis drei Mal die Stunde. Alle Linien fahren im Mischverkehr mit IC-Zügen, Expresszügen und Güterzügen und nicht auf eigenen Gleisen. Die Strecke in Richtung Alingsås ist nicht für die Kapazität von vier Verbindungen pro Stunde ausgebaut. Die Züge waren vom Typ „X11“. 
Neue Fahrzeuge vom Typ Alstom Coradia Nordic sind seit 2012 im Einsatz.

## Linien
| Linie             | Strecke                 | Eröffnung                                         | Länge    | Stationen                           |
| ----------------- | ----------------------- | ------------------------------------------------- | -------- | ----------------------------------- |
| Alingsåspendeln   | Göteborg C – Alingsås   | in den 1960ern Umbau der Stationen in den 1980ern | ~ 45 km  | 12                                  |
| Kungsbackapendeln | Göteborg C – Kungsbacka | 1992                                              | ~ 28 km  | 8                                   |
| Alependeln        | Göteborg C – Älvängen   | 2012                                              | ~ 31 km  | 7                                   |
| Gesamt            | Gesamt                  |                                                   | ~ 104 km | 25 (Göteborg C einmal mitgerechnet) |